# ミサイルの一覧/M
Mで始まるミサイルの一覧。便宜上Qまでのミサイルの一覧を含む。

## M
- M1
- M2
- M4
- M5
- M20
- M45
- M51
- M-1（ヴォルナ、SA-N-1 ゴア）
- M-11（シュトルム、SA-N-3 ゴブレット）
- MAA-1（ピランニャ）
- MP1000
- MAR-1
- Mathogo
- MGM-1（マタドール）
- MGM-5（コーポラル）
- MGM-13（メイス）
- MGM-18（ラクロス）
- MGM-21（SS.10）
- MGM-29（サージェント）
- MGM-31（パーシング）
- MGM-32（ENTAC）
- MGM-51（シレイラ）
- MGM-52（ランス）
- MGM-140（ATACMS）
- MGM-134（ミゼットマン）
- MGM-157（EFOGM）
- MGM-164（ATACMS II）
- MGM-166 LOSAT）
- MGM-168（ATACMS Block IVA）
- MGR-1（オネスト・ジョン）
- MICA
- MIM-3（ナイキ・エイジャックス）
- MIM-14（ナイキ・ハーキュリーズ）
- MIM-23（ホーク）
- MIM-46（モーラー）
- MIM-72（チャパラル）
- MIM-104（パトリオット）
- MIM-115（ローランド）
- MIM-146（ADATS）
- MR-UR-100
- MX（LGM-118）

## N
- NSM

## P
- P-1
- P-6
- P-15
- P-70
- P-120
- P-270
- P-500
- P-700
- PAD
- PARS 3 LR
- PiLi（霹靂）
  - PL-1
  - PL-2
  - PL-3
  - PL-5
  - PL-6
  - PL-7（R.550）
  - PL-8（パイソン3）
  - PL-9
  - PL-10
  - PL-11（HQ-61）
  - PL-12
- PGM-11（レッドストーン）
- PGM-17（ソー）
- PGM-19（ジュピター)